# 平内站
平内站（日语：／ Hiranai eki */?）是東日本旅客鐵道（JR東日本）八戶線沿線的鐵路車站，位於岩手縣九戶郡洋野町種市。

## 車站結構
角之濱站是無人站，月台採單線側式月台設計。

## 附近環境
- 岩手縣立種市高等學校
- 縣道247號角之濱玉川線
- 國道45號（種市繞道）
- 洋野町立平內小學

## 历史
- 1959年（昭和34年）2月5日－本站開業。
- 1987年（昭和62年）4月1日－國鐵分割民營化，本站由JR東日本接手管理。

## 相鄰車站
東日本旅客鐵道
■八戶線
角之濱－平內－種市

## 外部連結
- JR東日本－平內站 （页面存档备份，存于）（日語）